# Tephrina catalaunaria
Tephrina catalaunaria là một loài bướm đêm trong họ Geometridae.